# 25 marzo
Il 25 marzo è l'84º giorno del calendario gregoriano (l'85º negli anni bisestili). Mancano 281 giorni alla fine dell'anno.
Il 25 marzo era la data dell'equinozio di primavera secondo le determinazioni di Giulio Cesare, le quali furono poi revisionate nel 325 dal Concilio di Nicea I.

## Eventi
- Secondo la tradizione cattolica, il 25 marzo è il giorno della caduta di Lucifero, della creazione di Adamo, del Passaggio del mar Rosso, del Sacrificio di Isacco[1]
- 1 a.C. – Secondo la tradizione cattolica, il 25 marzo è il giorno del concepimento di Gesù, che viene celebrato nell'Annunciazione[2]; secondo le antiche martirologie, il 25 marzo è anche la data della morte di Gesù
- 421 – Fondazione (secondo la leggenda) della chiesetta di San Giacomo in una delle isole realtine, il gruppo di isole su cui sorgerà Rialto, poi Venezia;
- 708 – Consacrazione di papa Costantino, 88º papa di origine siriaca (come il suo predecessore);
- 1296 – Palermo: Federico III d'Aragona è incoronato re di Trinacria da papa Bonifacio VIII;
- 1306 – Roberto I di Scozia diviene re di Scozia;
- 1409 – Si apre il Concilio di Pisa;
- 1436 – Papa Eugenio IV consacra la chiesa di Santa Maria del Fiore a Firenze;
- 1479 – Venezia conclude la pace con l'Impero ottomano perdendo tutti i propri possedimenti in Grecia;
- 1530 – Carlo V nomina Federico II Gonzaga Duca di Mantova;
- 1522 – Inigo de Recalde de Loyola smette le vesti di cavaliere per iniziare il suo noviziato; prenderà il nome di Ignazio di Loyola e fonderà i Gesuiti;
- 1552 – Guru Amar Das diventa il terzo Guru del sikhismo;
- 1634 – Viene fondata la Colonia del Maryland;
- 1637 – La città di Genova è consacrata a Maria Santissima;
- 1655 – Titano, il più grande satellite di Saturno è scoperto da Christian Huygens;
- 1745 – Viene inaugurata la cappella della Madonna di Loreto nella Chiesa di San Pantalon;
- 1753 – Voltaire lascia la corte di Federico II di Prussia;
- 1798 – Londra: Richard Trevithick applica alle sue carrozze la macchina a vapore di Watt creando il primo veicolo senza trazione animale;
- 1802 – Firma del Trattato di Amiens che sancisce la pace tra Francia e Gran Bretagna;
- 1807 – Con lo Slave Trade Act viene abolita la tratta degli schiavi nell'Impero britannico;
- 1811 – Il poeta romantico Percy Bysshe Shelley viene espulso da Oxford per la pubblicazione dell'opuscolo La necessità dell'ateismo;
- 1821 – La Grecia dichiara la sua indipendenza dall'Impero ottomano: inizia la guerra d'indipendenza greca;
- 1848 – Bassano del Grappa comincia una breve esperienza rivoluzionaria (contro il Regno Lombardo-Veneto), conclusa il 5 giugno con la rioccupazione austriaca;
- 1857 – Leon Scott brevetta il fonoautografo, antenato del fonografo e del grammofono;
- 1876 – Agostino Depretis diventa presidente del Consiglio dei ministri del Regno d'Italia per la prima volta;
- 1886 – Genova: esce il primo numero del quotidiano Il Secolo XIX;
- 1889 – Menelik II, signore dello Scioà, occupa le regioni di Tigrè e Amhara con il supporto e il beneplacito dell'Italia e assume il titolo d'imperatore d'Etiopia;
- 1895
  - Il poeta cubano José Martí pubblica il Manifesto di Montecristi, proclamando l'indipendenza cubana;
  - Al Teatro alla Scala di Milano viene rappresentata per la prima volta l'opera Silvano di Pietro Mascagni;
- 1901 – La Mercedes consegue la sua prima vittoria in una gara automobilistica a Nizza (Francia);
- 1911 — Incendio della fabbrica Triangle di New York, nella quale morirono 146 operai, in maggioranza donne;
- 1916 – G. N. Neujmin scopre l'asteroide 824 Anastasia;
- 1918 – La Bielorussia si proclama indipendente;
- 1924 – La Grecia si proclama repubblica;
- 1925 – Londra: l'ingegnere scozzese John Logie Baird inventa la televisione che sarà disponibile solo dal 2 ottobre dell'anno stesso;
- 1933 – Karl W. Reinmuth scopre l'asteroide 1587 Kahrstedt;
- 1934 – Elezioni politiche in Italia;
- 1935 – Marguerite Laugier scopre l'asteroide 2677 Joan;
- 1941 – La Jugoslavia firma un patto di alleanza con le Potenze dell'Asse; uscirà dal patto dopo due soli giorni a causa delle massicce proteste interne suscitate da questa scelta impopolare;
- 1944 – Si conclude con un fallimento per le Forze alleate la terza battaglia di Montecassino;
- 1947 – Esplosione in una miniera di carbone in Illinois: 111 morti;
- 1949 – Ha inizio l'Operazione Priboi, con la quale oltre 90.000 persone tra estoni, lettoni e lituani, etichettati come nemici del popolo, vengono deportati dalle autorità sovietiche in aree di reclusione situate in regioni remote dell'URSS;
- 1954 – Esce l'enciclica di Pio XII "Sacra Virginitas" (sulla consacrata verginità);
- 1955 – Stati Uniti: dichiarazione di oscenità per Urlo di Allen Ginsberg;
- 1957 – Alle 18:46 a Roma si firma il trattato istitutivo del Mercato comune europeo (MEC): ne fanno parte Germania Ovest, Francia, Italia, Belgio, Paesi Bassi e Lussemburgo;
- 1959 – Nella striscia giornaliera dei Peanuts nasce Sally, la sorella minore di Charlie Brown;
- 1960 – In Italia comincia il governo Tambroni;
- 1961 – Viene lanciata con successo la capsula russa Korabl 5 in un volo di prova con un cagnolino e un manichino di un cosmonauta;
- 1965 – Martin Luther King Jr. guida una marcia di sostenitori dei diritti civili da Selma (Alabama) al campidoglio di Montgomery (Alabama);
- 1969 – Amsterdam: John Lennon e Yōko Ono iniziano il bed-in per la pace (terminerà il 31 marzo);
- 1971
  - C. J. van Houten, I. van Houten-Groeneveld e T. Gehrels scoprono gli asteroidi 1873 Agenor, 5408 Thé, 6072 Hooghoudt, 6616 Plotinos, 6617 Boethius, 6673 Degas, 6751 van Genderen, 7148 Reinholdbien, 7211 Xerxes, 7314 Pevsner, 7624 Gluck, 7690 Sackler e 7972 Mariotti;
  - L'esercito pakistano invade il Bangladesh;
- 1975 – Faysal dell'Arabia Saudita viene ucciso da un nipote affetto da turbe mentali; gli succede il principe Khalid;
- 1979 – Completata la realizzazione del primo Space Shuttle orbitante pienamente funzionale, il Columbia, allo John F. Kennedy Space Center;
- 1992 – Il cosmonauta Sergej Konstantinovič Krikalëv rientra sulla Terra dopo dieci mesi trascorsi sulla Stazione spaziale Mir;
- 1993
  - Scoperta la cometa Shoemaker-Levy 9 dagli astronomi Eugene e Carolyn J. S. Shoemaker e da David H. Levy. L'anno successivo la cometa si distruggerà sul pianeta Giove;
  - S. Ueda e H. Kaneda scoprono l'asteroide 7303;
- 1995 – Ward Cunningham crea il Portland Pattern Repository (o PPR), il primo software wiki;
- 1996
  - L'UE vieta l'esportazione di carne bovina inglese dopo i casi di encefalopatia spongiforme;
  - La cometa Hyakutake passa a 0.1 unità astronomiche dalla Terra, apparendo visibile in tutto l'emisfero nord;
- 2001 – Entrano in vigore gli Accordi di Schengen per Danimarca, Finlandia e Svezia, nonché Islanda e Norvegia (che non fanno parte dell'UE);
- 2004
  - Grecia: cerimonia di accensione della fiaccola olimpica, nel sito archeologico dell'antica Olimpia;
  - Una mozione di condanna di Israele del Consiglio di sicurezza delle Nazioni Unite per l'uccisione dello sceicco Ahmed Yassin è bloccata dal veto degli Stati Uniti;
- 2005 – Il prototipo IBM Blue Gene/L diventa il più potente computer del pianeta;
- 2011 – Lancio della console Nintendo 3DS in Europa;
- 2015 – Zayn Malik lascia i One Direction;
- 2020 – Viene istituito il Dantedì (su proposta del ministro Dario Franceschini). La scelta è ricaduta su questa data perché si ritiene che il viaggio narrato nella Divina Commedia sia iniziato proprio in questo giorno del 1300;
- 2021 – Per celebrare i 1600 anni della fondazione della Città di Venezia, viene organizzato un Concerto di campane che coinvolge le parrocchie della Città Metropolitana di Venezia.

## Nati
Ci sono circa 1 200 voci su persone nate il 25 marzo; vedi la pagina Nati il 25 marzo per un elenco descrittivo o la categoria Nati il 25 marzo per un indice alfabetico.

## Morti
Ci sono circa 470 voci su persone morte il 25 marzo; vedi la pagina Morti il 25 marzo per un elenco descrittivo o la categoria Morti il 25 marzo per un indice alfabetico.

## Feste e ricorrenze

### Civili
Internazionali:
- Giornata internazionale in ricordo delle vittime delle schiavitù e della tratta transatlantica degli schiavi

Nazionali:
- Cipro – Festa greca dell'indipendenza
- Grecia – Festa dell'indipendenza
- San Marino – Anniversario dell'Arengo del 1906
- Italia – Dantedì - Giornata nazionale italiana dedicata a Dante Alighieri

### Religiose
Cristianesimo:
- Annunciazione del Signore
- Sant'Aroldo di Gloucester, martire
- San Disma, il buon ladrone
- San Dula di Nicomedia, martire
- Sant'Ermelando, abate di Aindre
- Sant'Everardo di Nellemburg, monaco
- Sant'Isacco, patriarca
- Santa Lucia Filippini, fondatrice delle Maestre pie Filippini
- Santa Margherita Clitherow, martire in Inghilterra
- Santa Maryam Sūltanah Danil Ghaţţas (Maria Alfonsina), fondatrice delle Suore del Santo Rosario di Gerusalemme dei latini
- Santa Matrona di Tessalonica, martire
- San Mona di Milano, vescovo
- San Nicodemo da Cirò (o di Mammola), asceta
- San Pelagio di Laodicea, vescovo
- San Pietro Formica, mercedario
- San Procopio di Sázava, abate, patrono della Repubblica Ceca
- San Quirino di Tegernsee, martire
- San Riccardo di Pontoise, martire
- San Roberto di Bury St. Edmunds, fanciullo, martire
- Beato Andrea Laurenzo, francescano
- Beato Andrea Zadeja, sacerdote e martire
- Beato Arnaldo de Amer, mercedario
- Beato Francesco Bruno, francescano
- Beato Giacomo Bird, martire
- Beato Guglielmo di Norwich, fanciullo
- Beato Hilary Paweł Januszewski (Pawel), sacerdote e martire
- Beata Giosafata Hordaševska, religiosa
- Beata Maria Rosa Flesch, fondatrice delle Francescane di Santa Maria degli Angeli
- Beato Omeljan Kovč (Emiliano), parroco
- Beato Placido Riccardi, benedettino
- Beato Tommaso da Costacciaro, eremita camaldolese

Religione romana antica e moderna:
- Hilaria